# Idrottsföreningen Kamraterna Luleå
O Idrottsföreningen Kamraterna Luleå, ou simplesmente IFK Luleå, é um clube de futebol da Suécia fundado em 1900. Sua sede fica localizada em Lula.
Em 2009 disputou a Division 2 Norrland, uma das seis ligas da quarta divisão do futebol sueco, terminando na segunda colocação dentre 12 clubes participantes.